# 李常傑
李 常傑（り じょうけつ、リ・トゥオーン・キエット、ベトナム語：Lý Thường Kiệt / 李常傑、順天10年（1019年） - 龍符5年（1105年）6月）は、李朝大越の宦官、武将である。原名は呉俊（ベトナム語：Ngô Tuấn / 吳俊）で、常傑は字。太宗・聖宗・仁宗の3代に仕えた。北宋との戦い（宋越熙寧戦争）で大越を勝利に導いた名将として、現在のベトナムにおいても尊崇されている。

## 出生と仕官まで
順天10年（1019年）、大越の都の昇龍（タンロン）寿昌県太和（タイホア）坊（現在のハノイ）に生まれた。10世紀に呉朝を興した呉権の末裔であり、使君呉昌熾の曾孫にあたるという。ベトナムの銘文資料によれば、李常傑は「細江苟屚県」（現在のバクニン省トゥアンタイン）の出身で、後に昇龍の太和坊に移籍したとされる。父の呉安語（ゴー・アン・グー）は李朝に仕え郎将の地位に上り詰めた廷臣である。李常傑は幼少時より「姿貌揚逸」、つまり容姿に優れ、騎射術の鍛錬を重ねて兵法を学んだ。青年時代より宮廷に仕え、通瑞3年（1036年）に亡父の同僚の計らいで騎馬校尉に任じられた後、乾符有道元年（1039年）、21歳の時に浄身（去勢）して宦官となって乾符有道3年（1041年）に皇宮に入り、侍衛および黄門祗候に任じられた。
龍瑞太平元年（1054年）には聖宗の即位を扶翼した功で奉行軍校尉、後に検校太保、そして彰聖嘉慶3年（1061年）には清華・乂安などの地の察訪使となり、芒族の反乱を鎮圧した。

## チャンパとの戦争

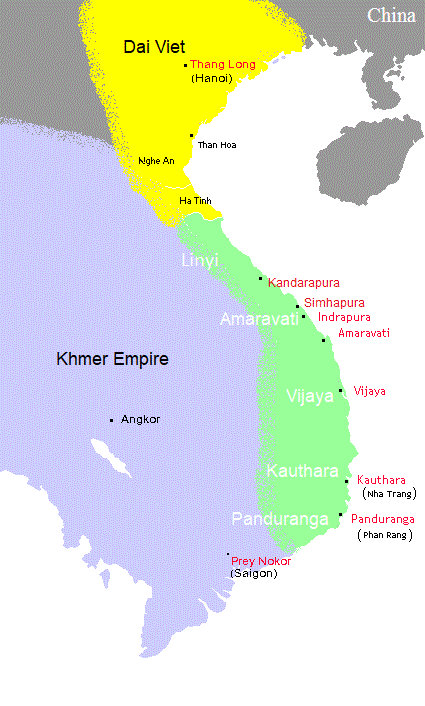
1100年頃の大越（黄色）とチャンパ（緑色）の領域

チャンパ王国は、大越の南に位置する国家である。ヒンドゥー教などインド文化を取り入れ、中国文化の影響を強く受けた文化と法制を有する北の大越とは全く異なる文化圏にあった。李常傑は、チャンパとの戦争においてまず軍事的才能を開花させた。
天貺宝象2年（1069年）聖宗はチャンパへの親征に赴いた。大将軍・李常傑のもと大越軍は優位に戦を展開し、チャンパ軍は徐々に後退する。チャンパ王のルドラヴァルマン3世は兵とともに敗走した。5月に至り、「元帥阮常傑（李常傑）は真臘（現在のカンボジア）の境まで追い詰め、王を捕虜とした」。
ルドラヴァルマン3世を捕虜とした李常傑はチャンパ王に謝罪させるとともに、それまでチャンパ領だったデリー、メリー、ポー・トリンの3州を割譲させ、新たに大越の領土に組み込んだうえでルドラヴァルマン3世を解放した。
大戦果を挙げ凱旋した李常傑は軍功により輔国太尉、内侍判首都押衙、行殿内外都知事、遥授諸鎮節度、同中書門下上柱国、遥授南平節度使、輔国上将軍、開国公など数々の位を賜り、ついには「天子義弟」、つまり帝の義弟として皇族に列する栄誉を授けられ、朝廷において絶大なる影響力を持つことになる。時に齢51のときである。
一連の戦の後、チャンパでは内乱が発生した。太寧3年（1074年）、かつて李常傑の捕虜となったルドラヴァルマン3世が大越に亡命した。フランスの学者のジョルジュ・マスペロによれば大越はルドラヴァルマン3世を助け、国に返して復位させるとともに、太寧4年（1075年）に李常傑が兵を率いて南に向かい、チャンパの新王のハリヴァルマン4世を撃退した。

## 対宋戦
李常傑の生涯において最大の業績は、太寧4年（1075年）から英武昭勝2年（1077年）に渡って繰り広げられた宋との戦歴である。

### 開戦まで
宋は成立以来、北の遼、西の西夏という強大な国家より始終圧迫を受けていた。一方で国土の南部においても大越の他にも少数民族との国境問題を抱えていた。
当時、大越と宋の二国にまたがり居住する少数民族のヌン族（現在の中華人民共和国領内に居住する人々はチワン族と呼ばれている）は反乱を繰り返していたが、通瑞5年（1038年）に族長の儂全福は自ら「昭聖皇帝」と称し、長生国を建国する。
儂全福はまもなく大越軍に捕らえられて処刑され長生も滅亡するが、儂全福の子の儂智高は乾符有道3年（1041年）に改めて「大暦国」を建国し、大越と対立関係にあった宋に服属を願うものの拒絶される。追い詰められた儂智高は宋へも反旗を翻し、皇祐4年（1052年）には邕州（現在の広西チワン族自治区南寧市）を攻略し、その地に「大南国」を建国する。皇祐5年（1053年）、儂智高は宋軍に大敗を喫し大南も滅亡するが、国境や民族問題は宋越両国にとって頭の痛い課題であった。
時が流れ、宋の神宗の治世。時の宰相の王安石は青苗法など数々の新法を発案・施行して政治改革を推し進め、後代においても中国史上屈指の大政治家として知られる。南部の撫州臨川県出身の王安石は南方問題にも関心が深く、大越の動きを注視していた。

### 大越の先制攻撃

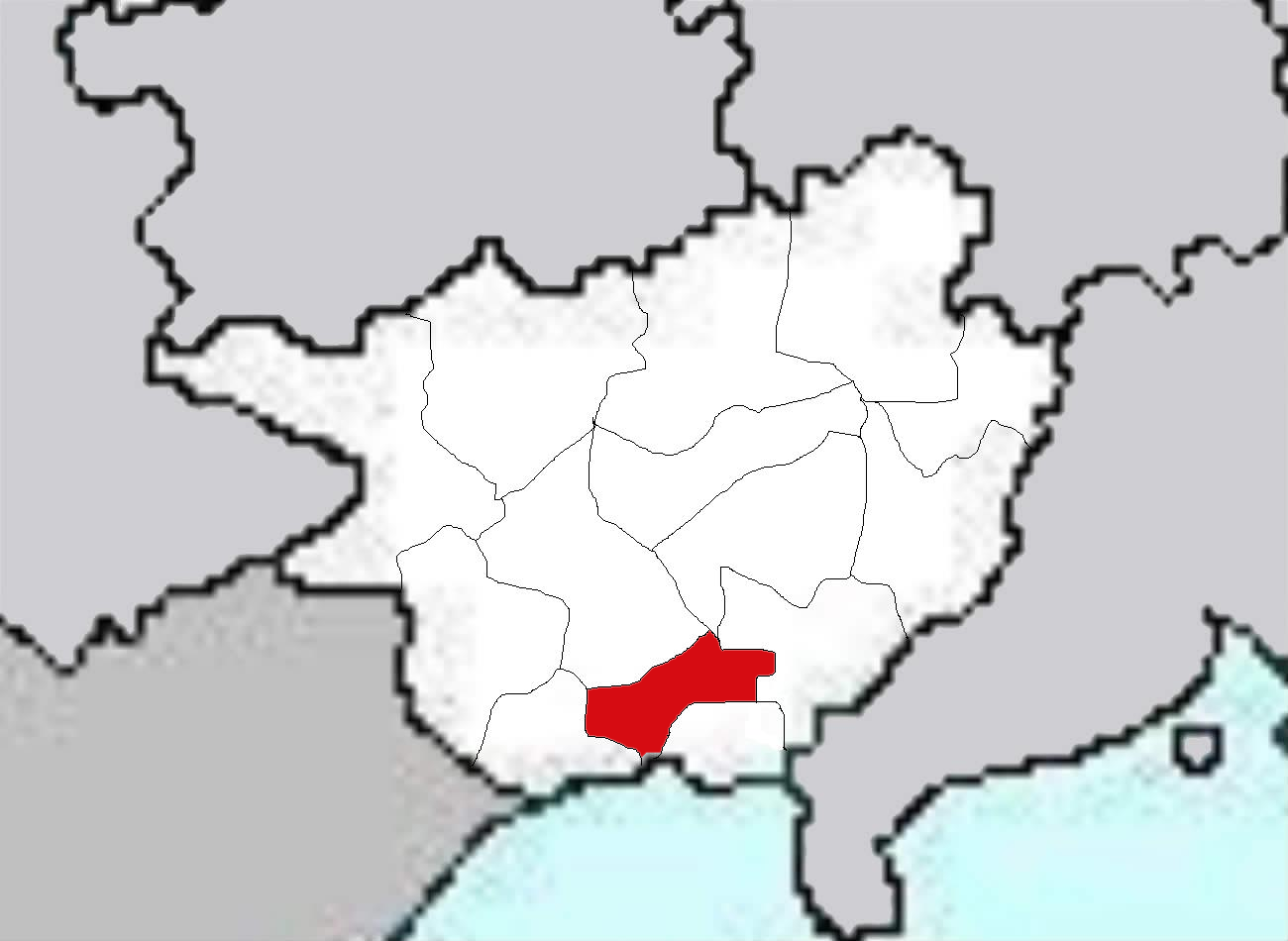
欽州の位置図

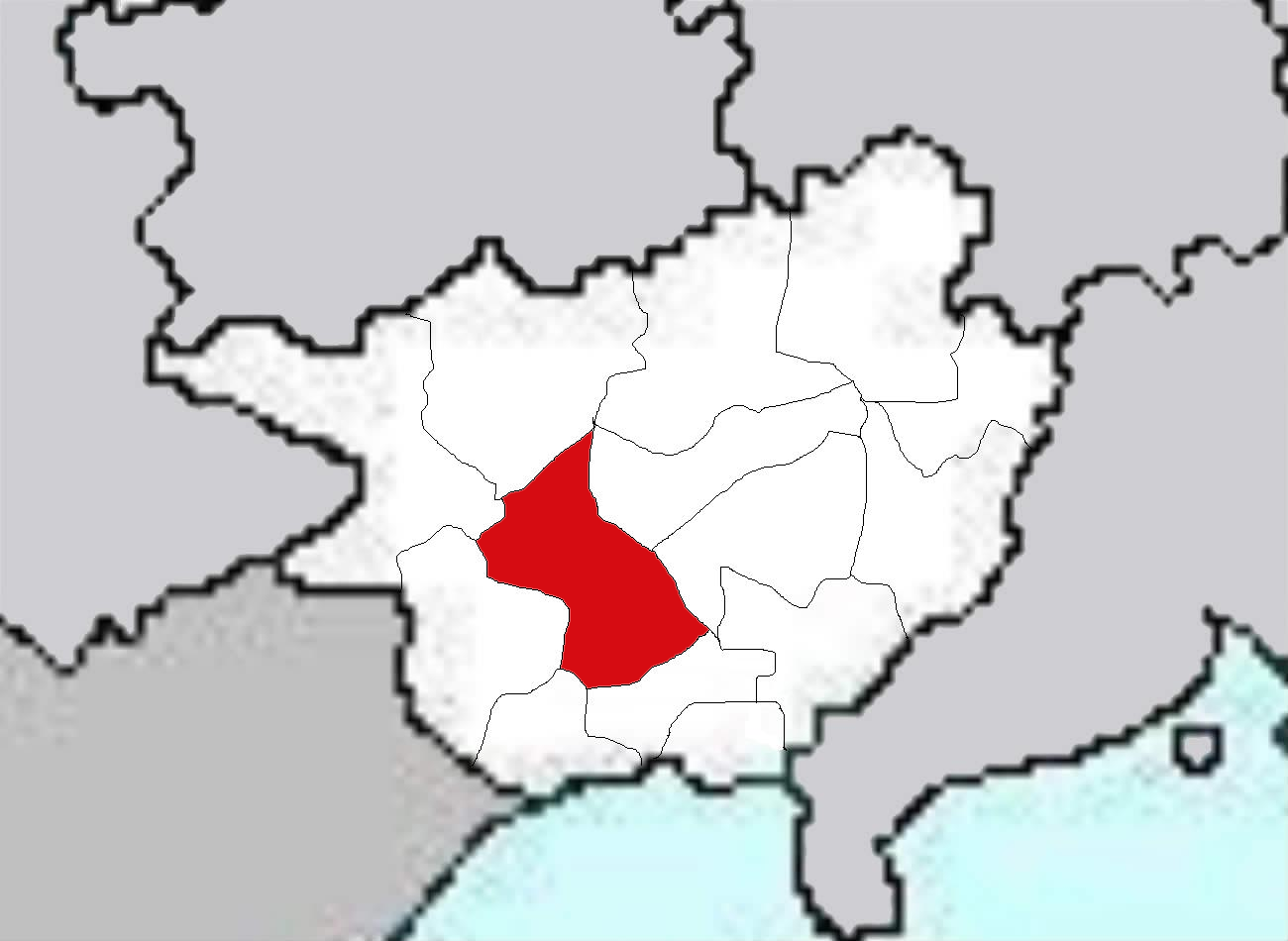
邕州の位置図

熙寧8年（1075年）、王安石は、チャンパとの騒乱から間もない大越国は国情や生産力が安定していないものと見て取り、神宗に大越への派兵案を奏上する。
一方で大越側においても「宋南部で軍艦造船と水戦の演習が頻繁に行われている」「国境付近で、貿易が禁じられた」などの情報を受け「先制攻撃」を決断。この年の10月、大越軍は二手に分かれ宋領内に進撃を開始した。山岳民族の長の申景福（タン・カイン・フク）や儂宗亶が指揮する隊は陸路で邕州に攻め込む。一方で李常傑が指揮する隊は海路で宋に上陸し、欽州（現在の広西チワン族自治区欽州市）・廉州（現在の広西チワン族自治区合浦県）等の地に進軍する。宋侵攻にあたり大越軍は「王安石の悪法に苦しむ民衆を助けに来た」との名目の元、隊の先頭には青苗法など王安石が施行する様々な改革案を痛烈に批判する一文『伐宋露布』を隊の先頭に掲げ進軍している。その一方で侵攻地においては容赦ない破壊と殺戮を繰り広げた。申景福が率いる陸軍の攻撃を受けた邕州は42日間の籠城戦の末に陥落し、知州の蘇緘は降伏を潔しとせず、自ら火を放って一族36人もろとも自決。『大越史記全書』は戦線の惨状を「盡屠五萬八千餘人、并欽・廉州死亡者幾十餘萬人、常傑等俘虜三州人而還」と記す。

### 宋の反撃
大越による先制攻撃で多大なる損害を受けた宋は、直ちに反撃の策を練る。王安石は将軍の郭逵（かくき）らに命じて兵馬の大軍団を組織するとともに、大越の南方に位置するチャンパやクメールに使者を送り、挟撃作戦を図ることとなった。チャンパは太寧5年（1076年）3月に参戦した。この動きを察知した大越では再度李常傑をもってチャンパに当たらせた。李常傑は勝利こそ得ることができなかったものの、かつて自身が勝利を得た戦で大越の領土に組み込んだデリー、メリー、ポー・トリンの3州などの辺境に、自国の民を入植させている。
さらに全軍を大越に引き上げさせた李常傑は来るべき宋軍の報復に備え、国境地帯の各所に防塁を築いた。李継元（リー・ケー・グエン）将軍率いる水軍を宋越国境地帯の海岸に配備し、歩兵を如月江（ニューグェト川。カウ川の下流）南岸に配備する。川沿いには長さ100キロメートルにわたって防塁と竹垣を築き上げた。

### 如月江・富良江の戦い
英武昭勝元年（1076年）12月、郭逵・趙禼（ちょうせつ）の両将軍率いる宋軍は、10万の精鋭歩兵、1万の軍馬、20万の人夫をもって大越領内に侵攻。和斌率いる別働隊は海路で大越を目指した。対する李常傑は如月江の河畔に400隻の軍船を並べ、渡河を図る宋軍を阻んでいる。この後、宋軍は富良江に陣を移した。しかし戦闘が長引く中で大越軍の士気は減滅し、宋と講和を図る案が浮上し始める。一方の宋軍は南国の湿毒により心身を蝕まれ、兵士2万、人足8万が戦病死していたものの、宋軍は大越領のうち広源州（現在のカオバン省クアンホア県）・思琅州（現在のカオバン省ハラン県）・蘇茂州（現在のカオバン省とランソン省の境の地）などを獲得していた。
陳朝期に編纂された史書『越史略』によれば、宋越両軍の如月江における戦闘は、丙辰太寧4年7月の出来事である。李常傑が率いる水軍が宋軍と対峙する中、戦陣に従っていた昭文と宏真の二皇子が如月江で溺死する。両軍が川を挟み数か月もの間対峙する中、両軍は和平への道を探り出そうとする。
南宋の李燾が編纂した史書『続資治通鑑長編』巻二百七十九によれば、両軍の戦闘は神宗の癸卯熙寧9年12月とされる。「宋の将軍郭逵が率いる兵は大越軍大将の洪真太子を討ち、左郎将の阮根を捕虜としたため、乾徳（李仁宗）は恐れて降伏を請うた」という。ただし、李常傑は富良江での戦線に参戦していなかったともいう。宋越両者とも史書には自国の勝利を過大に記し、敗戦は過少にする傾向がある。

### 宋との和議
双方が幾多の戦闘を繰り返すうちに英武昭勝3年（1078年）、和議を結ぶ機運が起こる。大越は宋に対し象を贈って和平を講じ、広源州・蘇茂州などの返還を求めた。これを受けた宋は英武昭勝4年（1079年）から英武昭勝9年（1084年）にかけて占領地を返還し、大越では宋人の捕虜を返還した。こうして、2国間の和議が成立した。

## 国政への参与
宋との戦の後、朝廷では李常傑の健闘を賞して爵位を下賜した。李常傑は国政に対し「内樹寛明、外馳簡恵」の精神で当たり、奸悪なる者は「威而殲悪」、訴訟問題は「獄無濫之」、さらに農政も怠ることなく安んじた。時の人はその統治を「莅民之本、安国之術」と称した。また、李常傑は当時の大越で隆盛していた仏教を深く信仰し、老僧のために寺院を建立した。
龍符4年（1104年）2月、仁宗は齢85の李常傑にチャンパへの再征を命じた。原因は、朝廷に背いた李覚なる者がチャンパに亡命し、チャンパ王ジャヤ・インドラヴァルマン2世に「大越を攻め、先に割譲したデリー、メリー、ポー・トリンの3州を奪還すべきだ」と唆したからである。命を受けた李常傑はチャンパ軍を破り、3州を回復した。
龍符5年（1105年）6月、李常傑は死去した。「入内殿都知検校太尉平章軍国重事越国公」と追贈され、食邑と爵位は弟の李常憲が継承した。

## 著作

### 『伐宋露布』
英武昭勝元年（1076年）12月、李常傑率いる大越軍が宋領内に進攻した折、軍の先頭に掲げた檄文である。『伐宋露布』の大意は「宋の施行する青苗法、免役之法は民を苦しめている。我らはその窮状を救うべく参じた」。この文面をもって、宋の民衆を動揺させ、扇動を図ったものである。この文面は、司馬光の『涑水紀聞』、李燾の『続資治通鑑長編』などに記録が残る。

### 『南国山河』
太寧5年（1076年、4月に改元して英武昭勝元年）、李常傑は如月江、富良江沿いの戦陣において兵の士気を上げるために詩句を編んだ。
（日本語訳）
チャン・チョン・キムによれば、李常傑は戦意を失いかけた自軍の将兵を鼓舞すべく、戦地に近い祠の前でこの『南国山河』を朗誦させたという。

## 評価
李常傑は李朝大越の将軍・重臣としてその影響力は絶大なものであり、死後は神にまで祀り上げられた。その一方で宋との戦の際は各所で虐殺を繰り広げたため、中越双方の歴史家による李常傑への評価は正反対である。ベトナムにおいて生前から尊崇される一方で、中国は彼を侵略者として唾棄する。
- ベトナムにおける評価：
  - 李朝大越において、李常傑はその戦功により極めて高い評価を得ている。越南漢喃銘文には「唯公（李常傑）輔君、國家殷富，多歴年所，可聖臣遺千古之熙績也」[33]、「而公三朝弼政，兼禦定邊乱，於其數年，而八方寧謐，其功盛矣」とある[28]。
  - 阮朝の史家の潘輝注（中国語版）は著作『歴朝憲章類誌（中国語版）』巻九・人物誌において李常傑を「古今武功第一」と称えている[34]。
  - 20世紀初、歴史家のチャン・チョン・キムは『ベトナム史略』において李常傑を「có tướng tài, tinh thao-lược, bắc đánh Tống, nam bình Chiêm, thật là một người danh-tướng nước ta vậy（将才を備え、軍略に通じ、北は宋を伐ち、南はチャンパを平定した、実に我が国の名将の一人である）」と評した[35]。
  - 1971年にベトナム民主共和国で出版されたベトナム社会科学院編纂『ベトナムの歴史』では李常傑による一切の軍事行動を合理的な「自営戦略」と捉え、「李常傑の積極的な自営戦略は、民族の精神と意思を体現したものである。さらに交戦による勝利と卓越した武功で偉大な貢献をした。李常傑は民族における一位の英雄である。天才的な策略と卓越した政治と外交の才能を兼ね備え、傑出した軍事家である」と評している[36]。
  - ベトナム社会主義共和国で2002年より使用されている中学生の歴史教科書においては、「民族が外からの侵略に抵抗する歴史における素晴らしい勝利の一つである。戦いの指導者・李常傑は実に優れた将軍である。彼の名声は永遠にわが民族の誇りである」と絶賛されている[37]。
- 中国における評価：
  - 中華人民共和国の学者の郭振鐸と張笑梅は李常傑の宋領内進軍時における虐殺を「中国人民に対する侵略と血なまぐさい大屠殺に、中国とベトナムの封建社会の一端を見ることができる」と評する。さらに『ベトナムの歴史』文中における李常傑へ寄せられた讃嘆を「嘲笑すべきことである」と一蹴している[38]。しかしながら、「具将才、精韜略、北侵宋朝、南犯占城、李朝一名野心勃勃的将軍（将才を備え、軍略に精通し、北は宋、南はチャンパを侵略した有名な李朝の野心的な将軍）」と李常傑の軍事的才能に関しては認めている[39]。
  - 中華人民共和国の学者の戴可来（中国語版）は、『ベトナム史略』を中国語訳する折、李常傑の「赤裸裸な侵略行為」について「作者と他のベトナムの歴史家は弁解が多く、考え違いをしている」と記している[40]。

## 後世における李常傑信仰

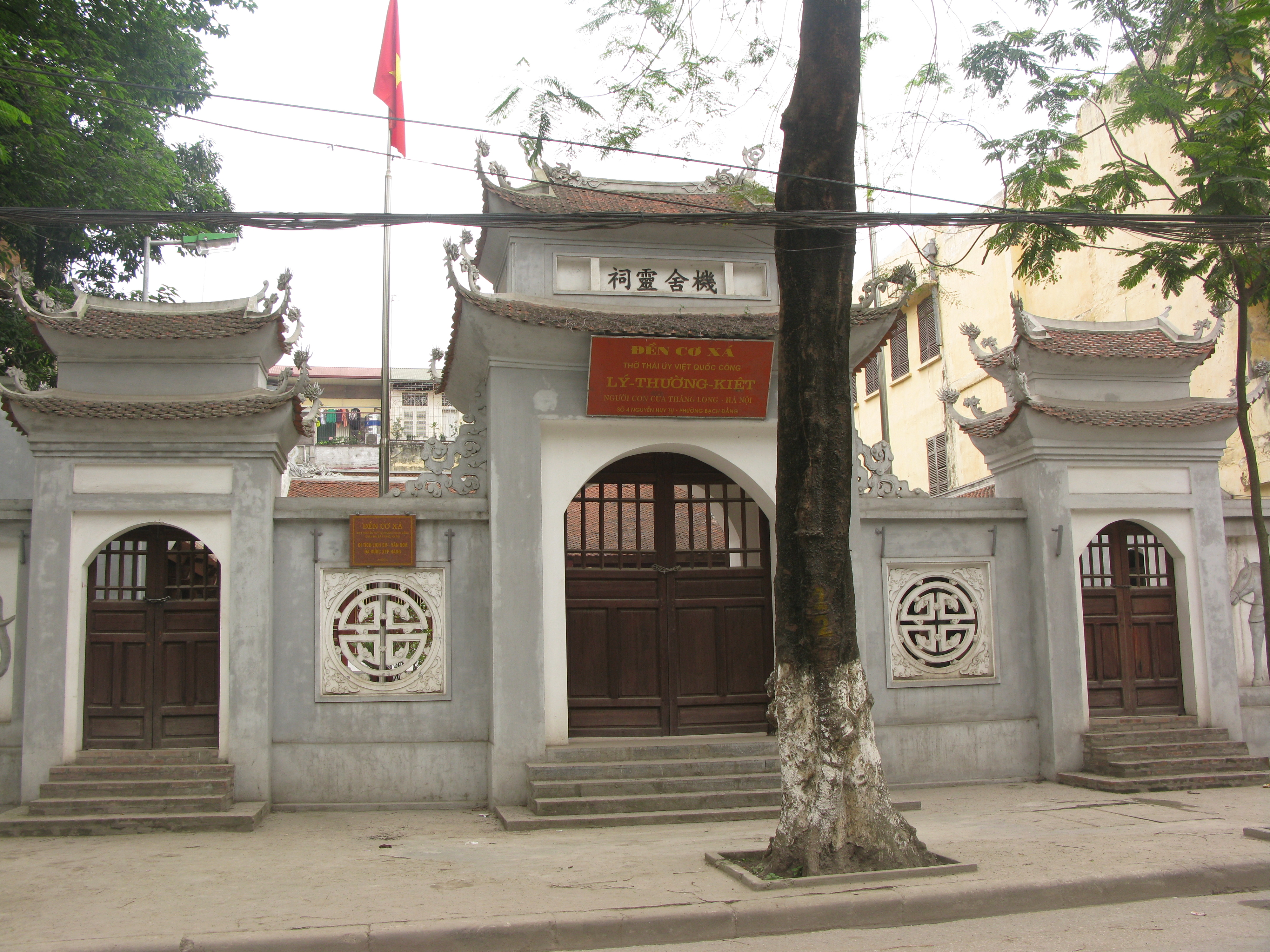
李常傑を祀った機舎霊祠（ハノイ）

宋との戦で勝利を収めた李常傑は、多大なる尊崇を集めた。ベトナムの資料『皇越神祇総冊』と『歴朝憲章類誌』の記載によれば、李常傑の死後、その出生地である昇龍太和坊の住人は彼を福の神として祀り、篤く信仰した。李朝以降の各王朝においても信仰され、「翊運広威大王」と号された。ハノイには李常傑を祀った祠・機舎霊祠が現存する。現在においても、民族の英雄として尊崇されている。
1974年、西沙諸島の戦いの折、ベトナム人民海軍は第16号軍艦に「リ・トゥオーン・キエット」と命名した。